# Västra skogen

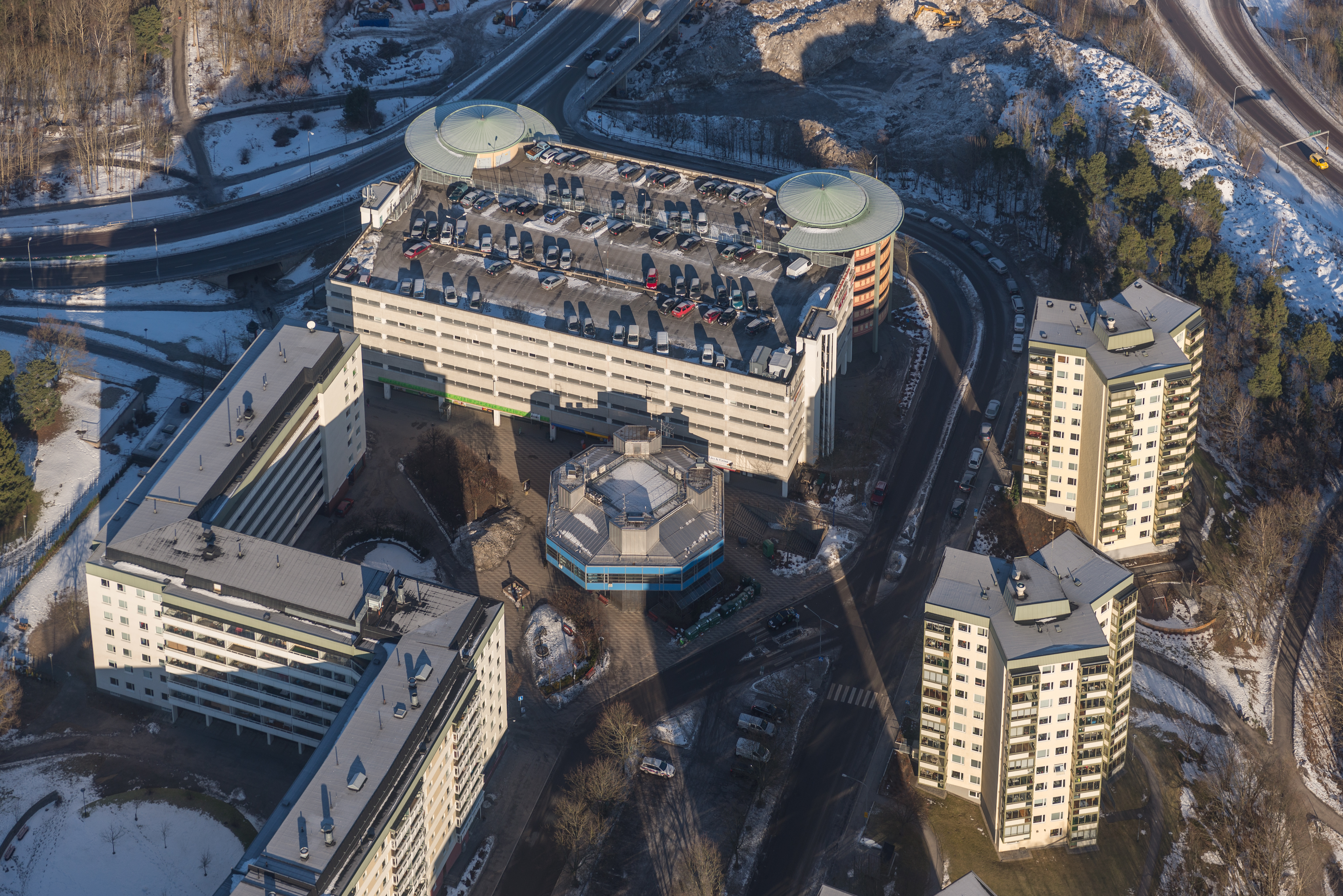
Västra skogen med centrumet och nedgången till tunnelbanestationen.

Västra skogen är namnet på de höglänta södra och sydvästra, mot Ulvsundasjön belägna, delarna av  stadsdelen Huvudsta inom Solna kommun. Västra skogen saknar officiellt fastställda gränser, men utgjorde före inkorporeringen i stadsdelen Huvudsta det stora område som begränsas av de nuvarande gatorna Ekelundsvägen, Infanterigatan, Ängkärrsgatan, Wiboms väg samt Ulvsundasjön.

## Allmänt

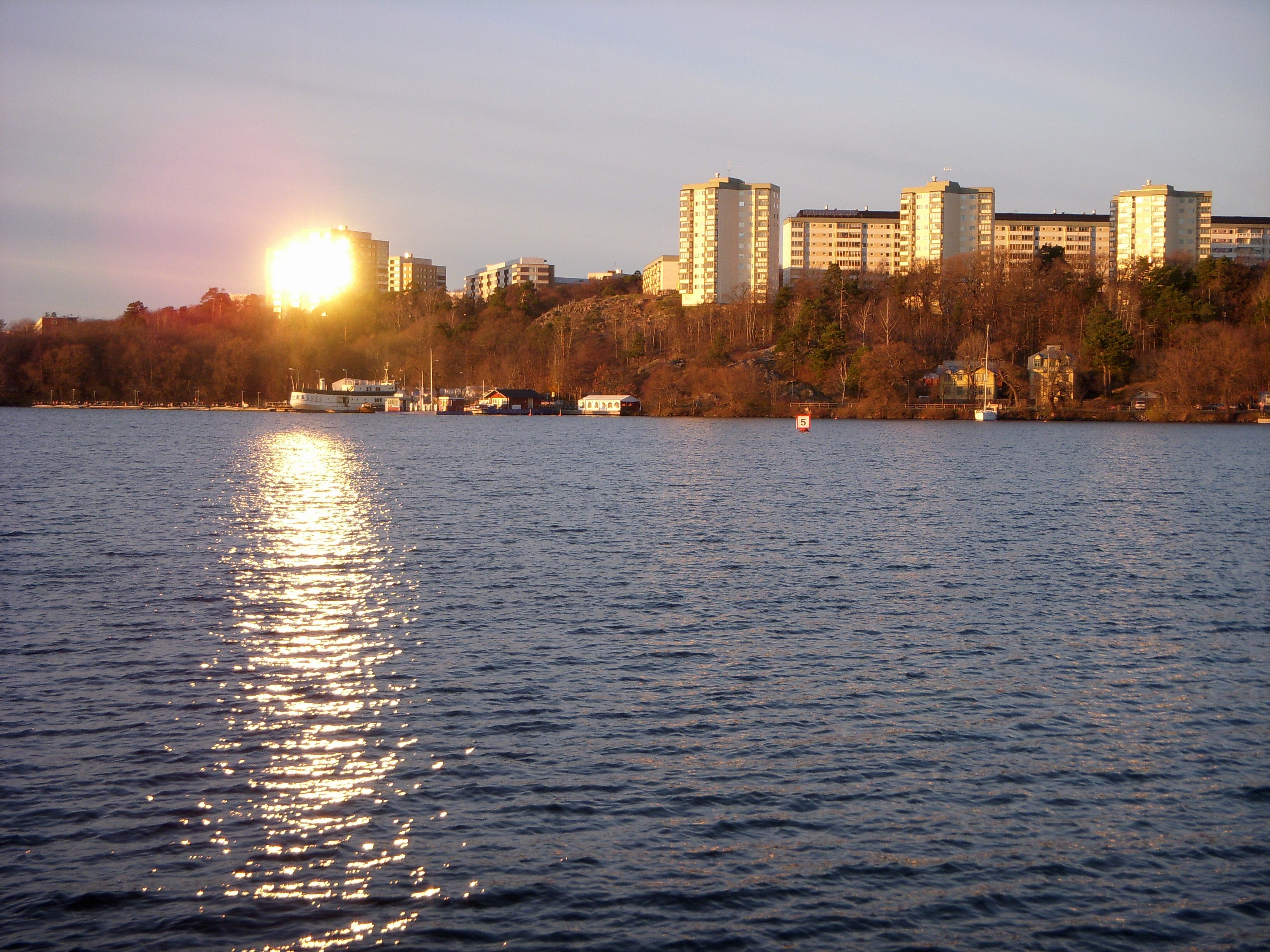
Höghusen vid Johan Enbergs väg i kvällssolen, vy över Ulvsundasjön.

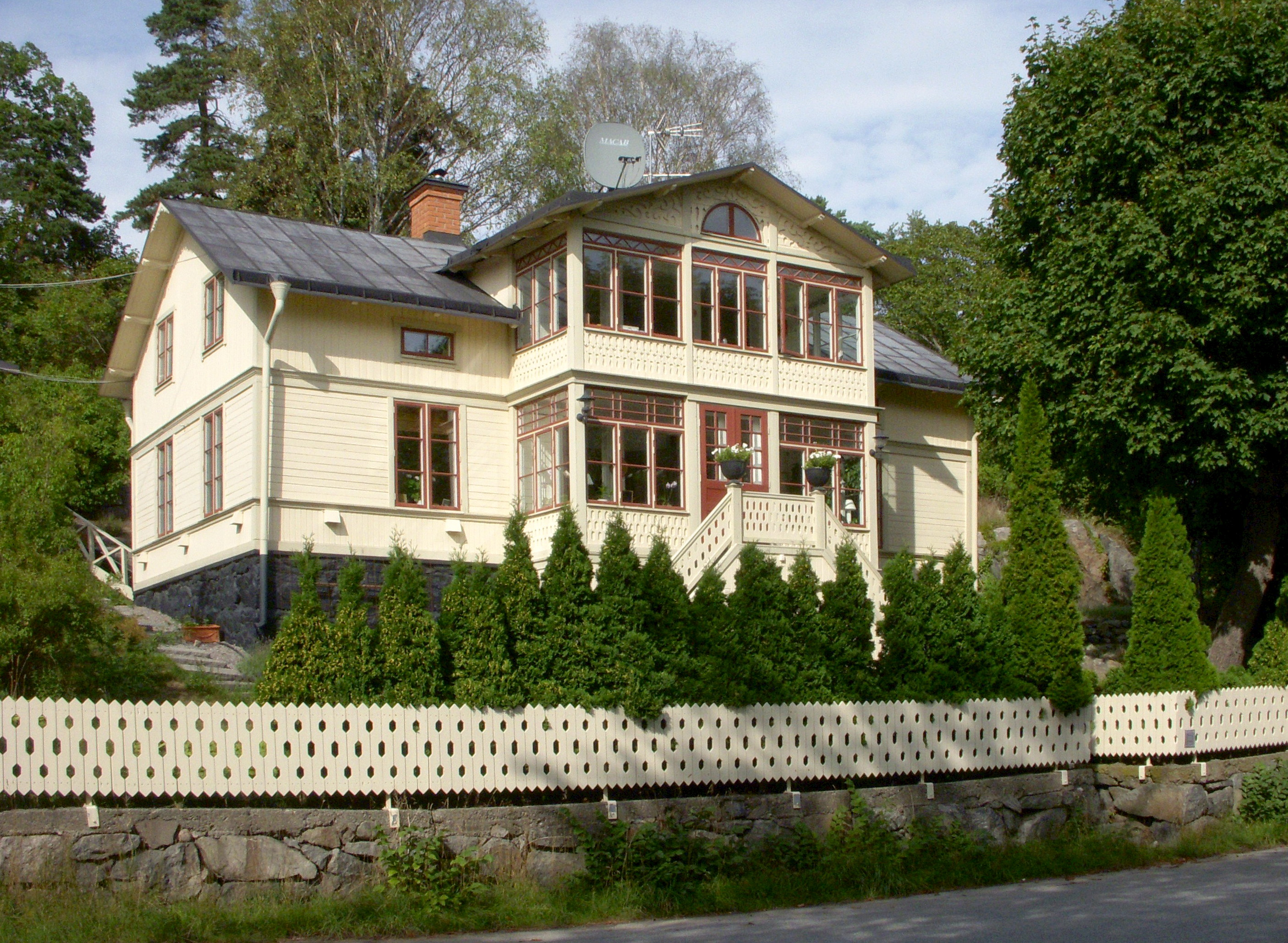
Villa Furuberg, 2011.

Bostadsområdet Västra skogen är till största delen bebyggt med flerfamiljs- och kontorshus tillkomna i slutet av de så kallade rekordåren på 1900-talet och ny bebyggelse under 2000-talet. I Västra skogen ligger bland annat Shells före detta huvudkontor. Västra skogens huvudgator är Johan Enbergs Väg, Armégatan och Wiboms Väg. Områdets skola heter Granbackaskolan. Vid Karlbergs Strand ligger den stora båthamnen Pampas Marina. Båtklubbar i Västra skogen är Bergdalsviks Båtklubb och Ekelunds Båtsällskap. I områdets sydöstra hörn Ekelund planeras för nya bostäder och kontor.

## Historia
Västra skogen eller Västra Ingentingskogen utgjorde fram till mitten av 1960-talet en bergig och skogig utmark till Nya Huvudsta Municipalsamhälle. Området ägdes ursprungligen av Karlbergs slott och lydde under arrendegården Ingenting.  Västra skogen var till skillnad mot det intilliggande järnvägssamhället Huvudsta, glest bebyggt. Bebyggelsen utgjordes av ett fåtal äldre en- och flerfamiljsvillor, dels på det skogklädda berget, dels invid Gamla Hufvudstavägen (dagens Karlbergs Strand) utefter Ulvsundasjön. På utfylld mark vid stranden fanns en kåkstad med verkstäder, kallad Ekelunds Industriområde. 
En av Västra skogens mer kända byggnader var Ekelund eller Eklundskrogen, ett utvärdshus som omnämns i Carl Michael Bellmans diktning. Kroganläggningens sista byggnad, Ekelunds gård, revs 1973. Västra skogen inköptes i början av 1960-talet av Solna stad från staten och inkorporerades i stadsdelen Huvudsta.  Exploateringen av området skedde 1965–1975, då både Västra skogen och intilliggande centrala Huvudsta byggdes ut till moderna bostadsområden. Då tillkom också dagens gatunät. Västra skogen fick allmän trafikförbindelse med Stockholm i mitten av 1800-talet, då ångslupstrafik inrättades via Karlbergskanalen till Västra skogens två bryggor Ekelund och Bergdalsvik. År 1922 drogs den första busslinjen från Stockholm till Västra skogen och Huvudsta utefter dagens Karlbergs Strand. Tunnelbanan kom till området 1975. 
Av äldre bebyggelse i Västra skogen finns i dag endast de två villorna Furuberg (1883) och Sofiehem (1878) samt ett före detta pumphus som tillhört SJ (1900), samtliga belägna vid Karlbergs Strand. Västra skogen var den skog som låg väster om Karlbergs ägor och arrendegården Ingenting, därav namnet. Västra skogen blandas ofta ihop med den egentliga Ingentingskogen, vilken dock låg nordost om Västra skogen och till största delen offrades för järnvägens utbyggnad och etableringarna av Polisskolan och Statens Bakteriologiska anstalts anläggning under 1900-talets första hälft.

## Tunnelbanestationen
Västra skogens tunnelbanestation ligger längs blå linjen och den togs i bruk den 31 augusti 1975. Här finns tunnelbanans och även Sveriges längsta rulltrappa, 66 meter lång med 33 meters stigning i höjdled. 
Konsten på stationen är skapad av konstnären Sivert Lindblom.